# Sapiranga
Sapiranga est une ville brésilienne de la mésorégion métropolitaine de Porto Alegre, capitale de l'État du Rio Grande do Sul, faisant partie de la microrégion de Porto Alegre et située à 51 km au nord-est de Porto Alegre. Elle se situe à une latitude de 29° 38′ 19″ sud et à une longitude de 51° 00′ 27″ ouest, à 35 m d'altitude. Sa population était estimée à 73 979 en 2007, pour une superficie de 138 km2. L'accès s'y fait par les BR-116 et RS-239.
Le nom de Sapiranga est d'origine tupi-guarani, mais mal défini : il existe deux hypothèse d'origine ; yssá, "tige" et piranga, "rouge" ou sá, "œil" et piranga. Celui-ci est sans doute lié au fruit araçá rouge (araça pyranga, en tupi-guarani) originellement très présent dans le lieu.
La commune actuelle ayant été le cinquième district de São Leopoldo au moment de l'immigration allemande, son histoire est donc liée à celle de cette municipalité. C'est à Sapiranga qu'eut lieu en 1874 la Révolte des Mucker.
Le 15 août 1903 fut ouverte la voie de chemin de fer Novo Hamburgo - Taquara qui allait dynamiser l'essor de la commune. La ligne fut désaffectée en 1964 au profit de la route RS-239.
Les productions de Sapiranga concernent les trois secteurs économiques. Secteur primaire : acacia noir, pomme de terre, riz, manioc et légumes ; secteur secondaire : chaussures, métallurgie et composants divers ; secteur tertiaire : commerces d'alimentation, de vêtements et d'appareils électroménagers. Toutes les années la ville organise la Fête de la Rose.

## Villes voisines
- Morro Reuter
- Santa Maria do Herval
- Nova Hartz
- Araricá
- Taquara
- Novo Hamburgo
- Campo Bom
- Dois Irmãos